# Fort van Petrovaradin
Het Fort van Petrovaradin (Servisch: Петроварадинска тврђава / Petrovaradinska tvrđava, Hongaars: Péterváradi vár) is een fort gelegen aan de rechteroever van de Donau in de Servische plaats Petrovaradin.
De eerste steen van het hedendaagse fort werd in 1692 gelegd door maarschalk en hertog Charles Eugène de Croÿ. Het fort beschikt over vele ondergrondse tunnels en staat onder bescherming van de Republiek Servië.

## Vroege geschiedenis
De plaats waar het fort van Petrovaradin staat, kende al zeer lang geleden een nederzetting. Tijdens recent archeologisch onderzoek zijn overblijfselen uit het paleolithicum ontdekt die stammen uit de periode 19.000 tot 15.000 voor Christus. Tijdens opgravingen in 2005 werden wallen ontdekt uit de vroege bronstijd (circa 3000 voor Christus), waarmee aangetoond werd dat reeds op dat moment een versterkte nederzetting bestond in Petrovaradin.
De eerste grotere versterkingen werden gerealiseerd met de komst van de Romeinen, die de vesting Cusum bouwden als deel van de Donaulimes. Het keerpunt in de geschiedenis van het gebied kwam in 1235 na Christus, toen koning Béla IV van Hongarije een groep van de Orde van de Cisterciënzers vanuit Frankrijk liet komen. Deze orde van monniken stichtte het klooster Belakut op de resten van de Romeinse fort van Cusum. De muren van dit klooster werden gebouwd tussen 1247 en 1252 en vertegenwoordigen de vestingwerken op deze plaats tijdens de Middeleeuwen.
Ondanks versterkingen vanwege de dreiging van een invasie, viel de vesting na een twee weken durende belegering in 1526 in handen van de Turken.

## Oostenrijks-Turkse oorlogen

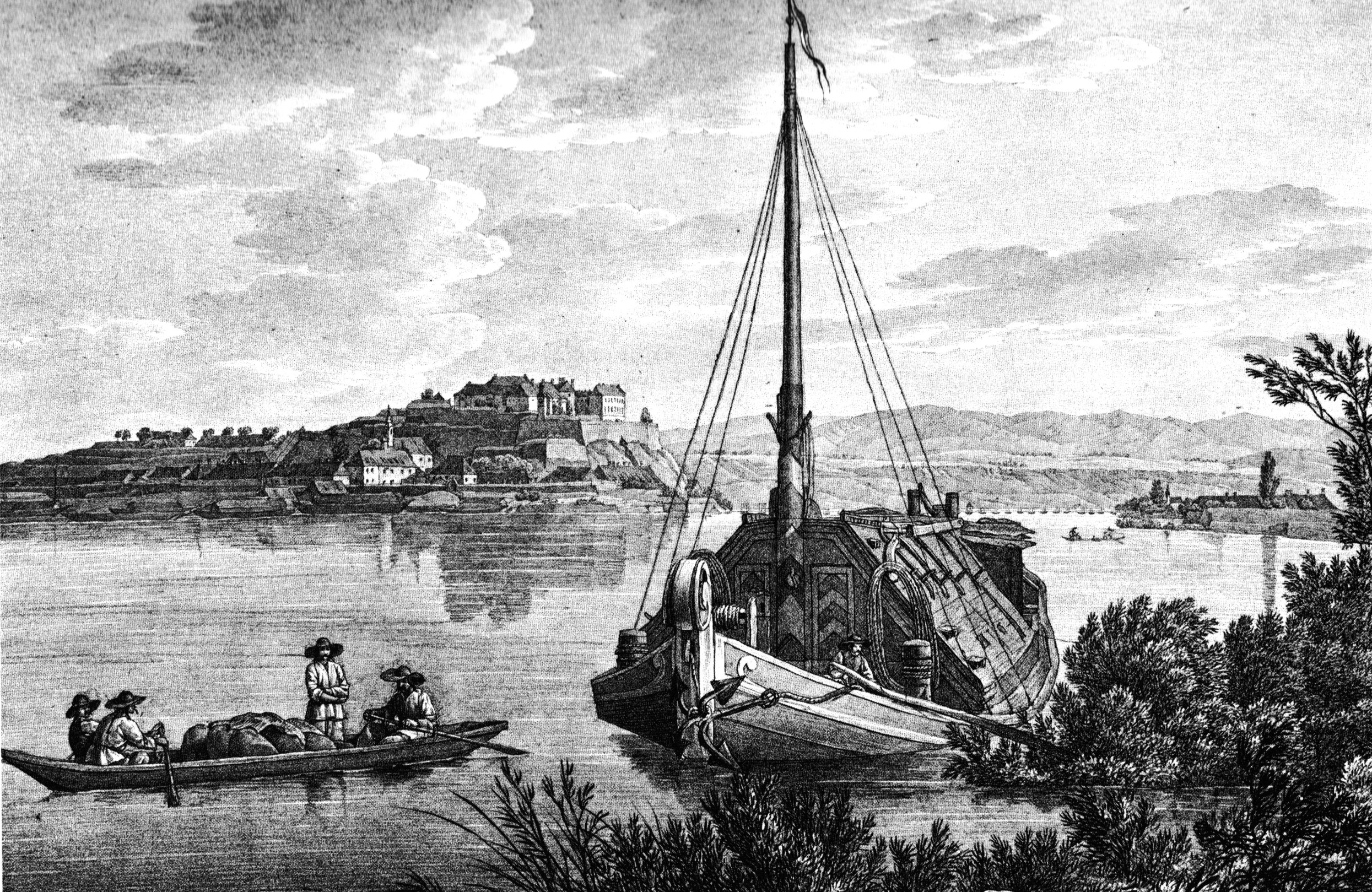
Een gravure uit 1821

Het Oostenrijkse leger nam Petrovaradin na 150 jaar Turkse controle in tijdens de Grote Turkse Oorlog in 1687. De Oostenrijkers begonnen de oude vesting af te breken en nieuwe versterkingen te bouwen op basis van de normen van die tijd. De eerste plannen voor het fort werden ontworpen door ingenieur Kolonel Graaf Mathias Keyserfeld, en daarna door Graaf Luigi Ferdinando Marsigli. De werken werden geleid door ingenieur Kolonel Michael Wamberg, die in 1703 stierf en werd begraven in de kerk van het franciscaner klooster, dat tegenwoordig dienstdoet als onderdeel van het militair hospitaal.
Op 9 september 1694 kwam de Ottomaanse grootvizier Sürmeli Ali Paşa vanuit Belgrado aan bij het fort. Een belegering van 23 dagen volgde, maar de slechte weersomstandigheden in oktober dwong de Turkse troepen zich onverrichter zake terug te trekken in de richting van Belgrado.
De overwinning die de Oostenrijkers onder gezag van Eugenius van Savoye boekten bij Senta op 11 september 1697, leidde tot het creëren van de voorwaarden voor het sluiten van de Vrede van Karlowitz in 1699. Maar een nieuwe oorlog met de Turken was op handen. Ter voorbereiding op de komende strijd plaatste Eugenius van Savoye de Oostenrijkse troepen rond Futog onder het voorlopige commando van graaf Johann Pálffy. De gehele Oostenrijkse legermacht telde 76.000 troepen. Ondertussen concentreerde het Turkse leger, onder het bevel van grootvizier Silahdar Damat Ali Pasha, 150.000 troepen in Belgrado. De beslissende slag tussen het Oostenrijkse en het Turkse leger vond plaats op 5 augustus 1716 in Petrovaradin. De overwinning van het Oostenrijkse leger betekende het einde van de Turkse dreiging voor Midden-Europa.

## Tunnels
In de periode tussen 1753 en 1776, toen aan het fort grote werkzaamheden werden uitgevoerd, bedacht ingenieur Majoor Albrecht Heinrich Schroeder het plan om een stelsel van ondergrondse tunnels aan te leggen. Dit was enerzijds bedoeld voor de bescherming van de eigen soldaten, en anderzijds om er mijnenvelden in aan te brengen voor de uitschakeling van eventuele vijanden. Het plan werd in 1764 goedgekeurd door de Militaire Hoge Raad, maar de bouw ervan werd een aantal jaren uitgesteld. In mei 1768 bracht keizer Jozef II een bezoek aan de werkzaamheden in Petrovaradin. De constructie van het tunnelstelsel, dat voltooid werd in 1776, telt vier verdiepingen en de totale lengte van de tunnels bedraagt 16 kilometer.

## 19e en 20e eeuw

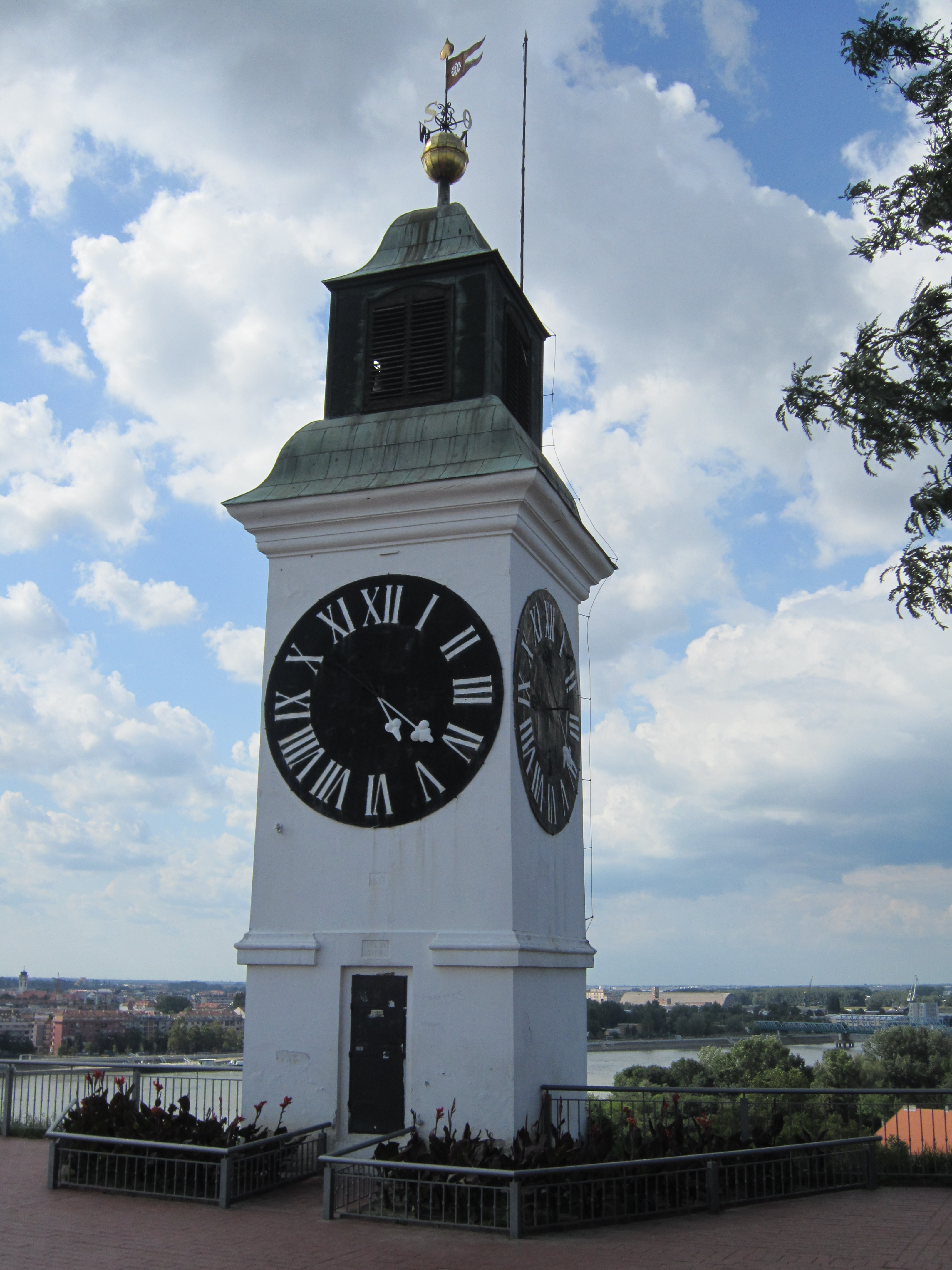
De klokkentoren

Na de voltooiing van het fort was de dreiging van de Turkse strijdkrachten definitief verleden tijd. De laatste offensieve militaire rol speelde de vesting tijdens de Hongaarse Revolutie in 1849, toen de Oostenrijkse troepen probeerden om de vesting te dwingen zich over te geven na een blokkade. Het antwoord kwam in de vorm van de beschieting van Novi Sad op 12 juni, waarbij twee derde van de stad werd verwoest.
Vervolgens diende het fort als een militaire kazerne en opslagplaats. Na de Eerste Wereldoorlog werd Petrovaradin een deel van het Koninkrijk van Serviërs, Kroaten en Slovenen (later bekend als Joegoslavië). Gedurende deze jaren werden de oude forten te Belgrado, Osijek, Karlovac en Slavonski Brod, die werden gebouwd in de 17e eeuw, met de grond gelijk gemaakt omdat zij hun militaire betekenis hadden verloren. Ingenieur kolonel Dragos Đelošević, die verantwoordelijk was voor de vernietiging van de forten, besloot het fort van Petrovaradin echter te sparen omdat het naar eigen zeggen veel te mooi was om het lot van de andere forten te ondergaan.
In het midden van de twintigste eeuw werd het fort volledig gedemilitariseerd. Het werd uitgeroepen tot een historisch monument en onder bescherming van de staat geplaatst. Tegenwoordig heeft het fort vele andere functies gekregen. Men vindt er o.a. een museum, hotels, restaurants, kunstateliers en een astronomisch observatorium.

## Klokkentoren
Een van de blikvangers van het fort is de klokkentoren. Deze heeft aan alle vier zijden een klok met een diameter van meer dan twee meter. Opvallend aan de klokken is dat de lange wijzers de uren aanduiden en de korte wijzers de minuten. Dit is gedaan zodat de schippers op de Donau de tijd kunnen zien van een lange afstand.

## Trivia
- Het fort kreeg de bijnaam Gibraltar aan de Donau door de strategische betekenis die het had voor de Habsburgse monarchie.
- Tegenover het fort, direct aan de overzijde van de Donau, ligt de stad Novi Sad. Dit is de tweede stad van Servië en een groot deel van Petrovaradin hoort ook bij de agglomeratie van Novi Sad. Vanaf het fort heeft men een wijd panorama over de stad en de Donau.
- Het fort ligt aan de voet van Fruška Gora, een laaggebergte en nationaal park.
- Jaarlijks wordt in juli het popfestival Exit op het fort georganiseerd.

## Afbeeldingen

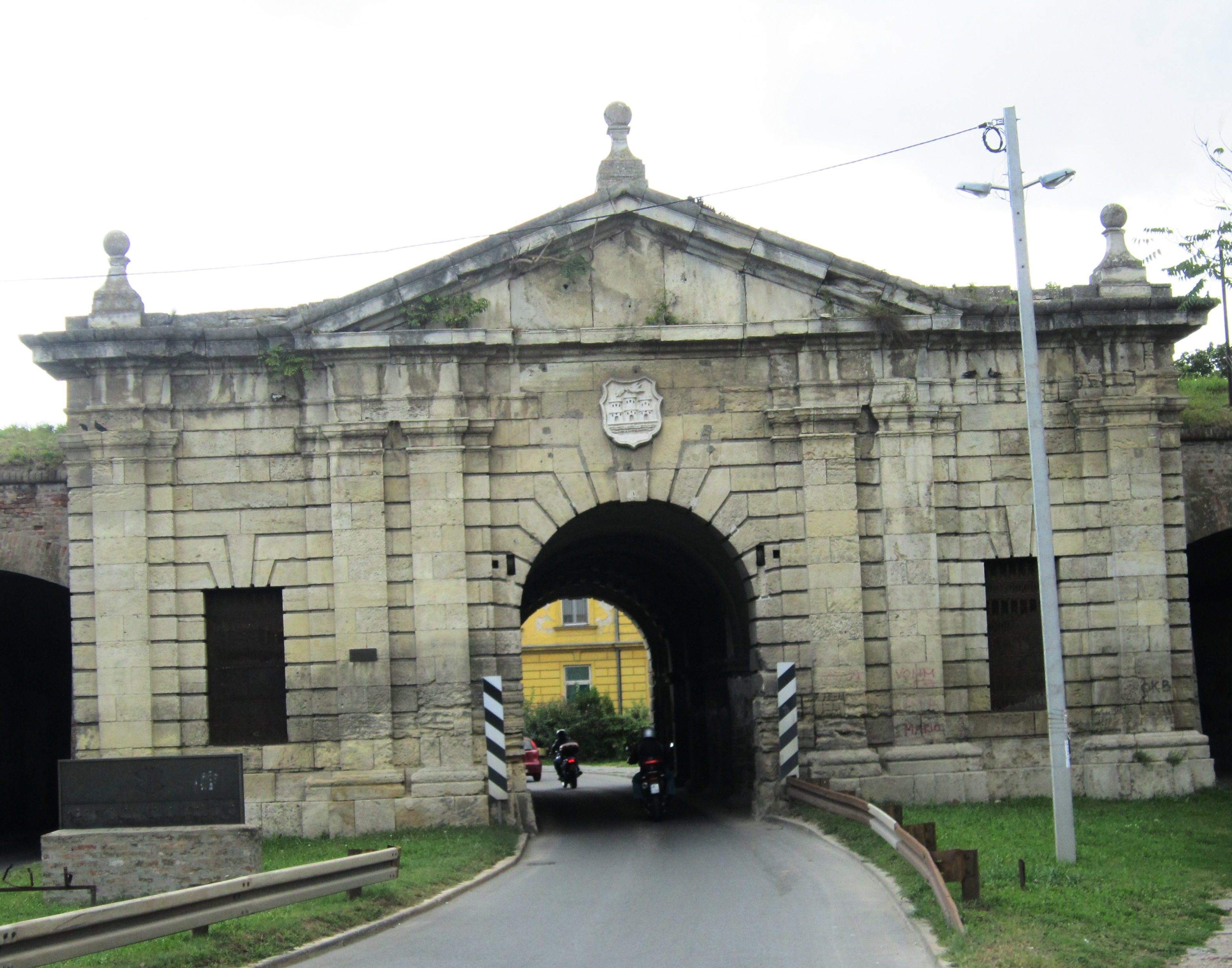
Stadspoort
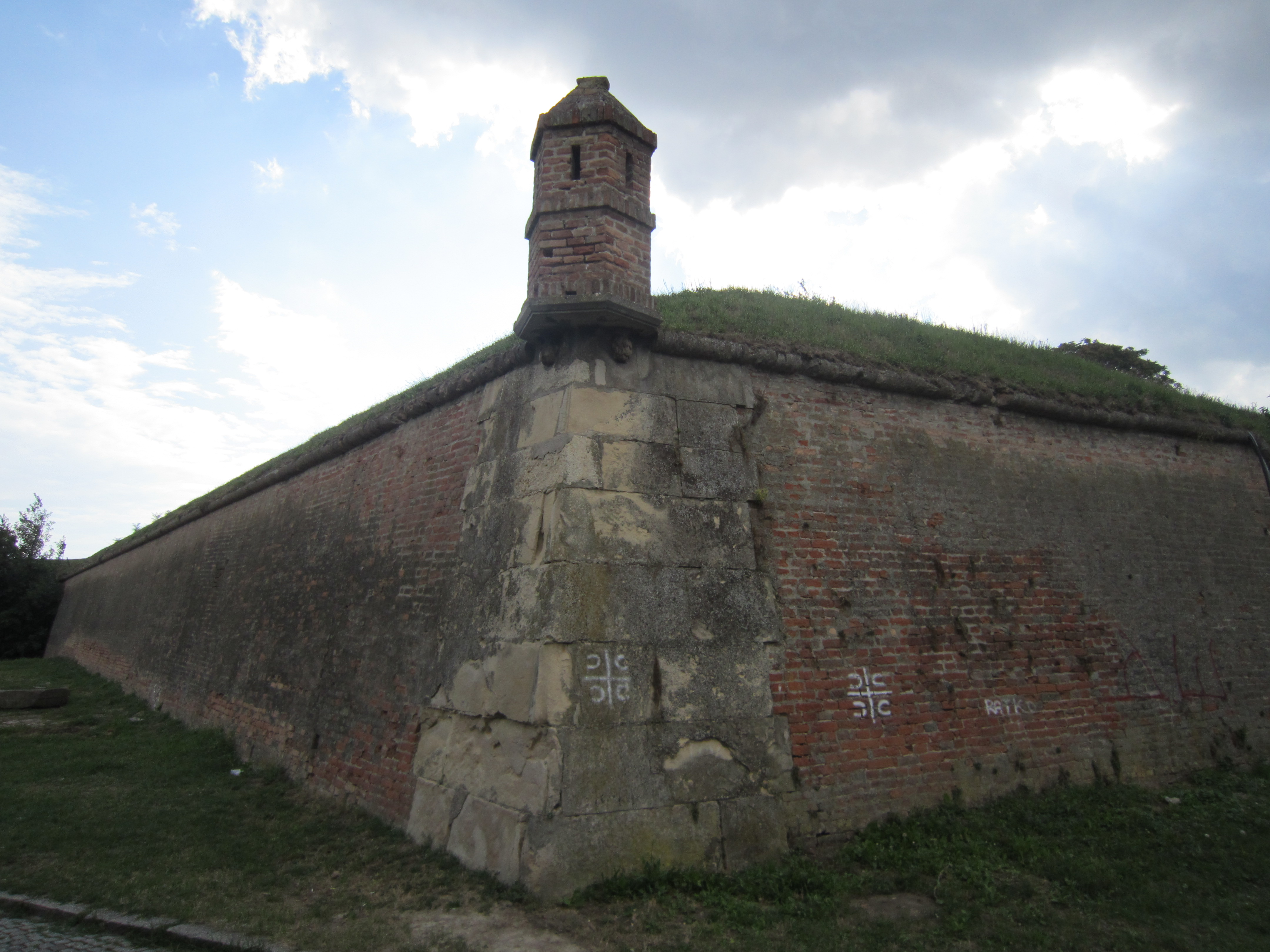
Uitkijkpost op de muur
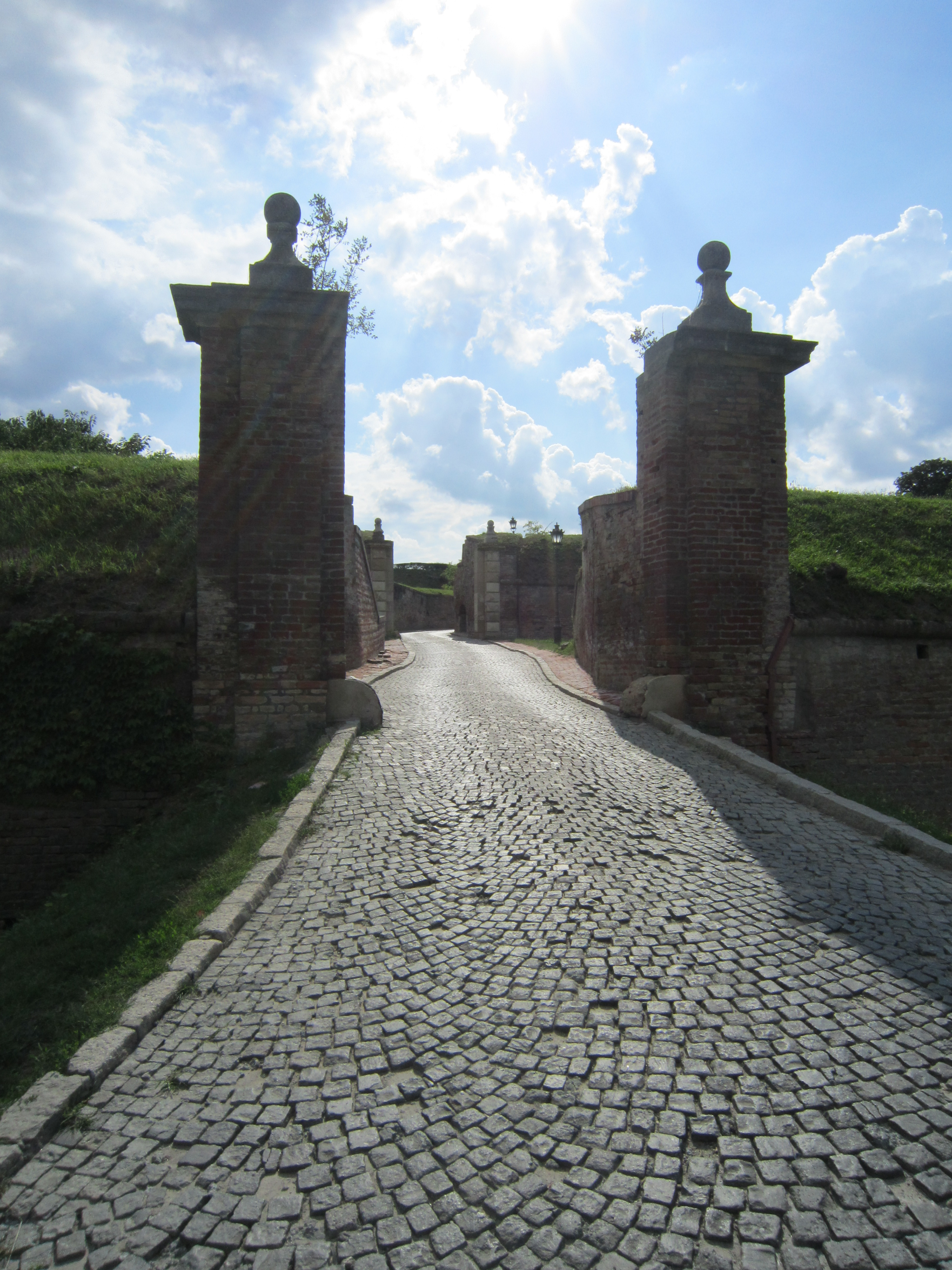
Toeganspoort van het fort
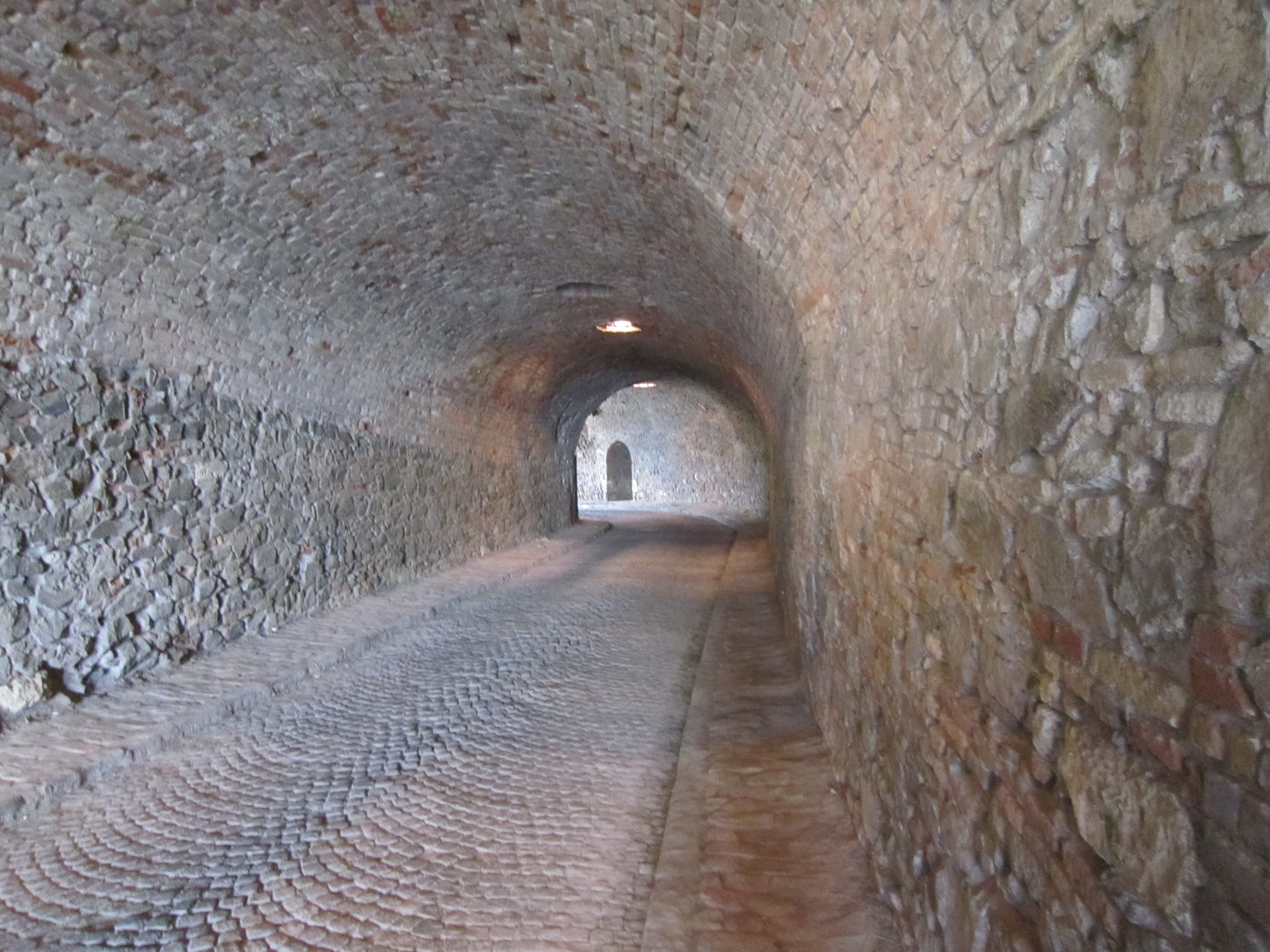
De toegangstunnel
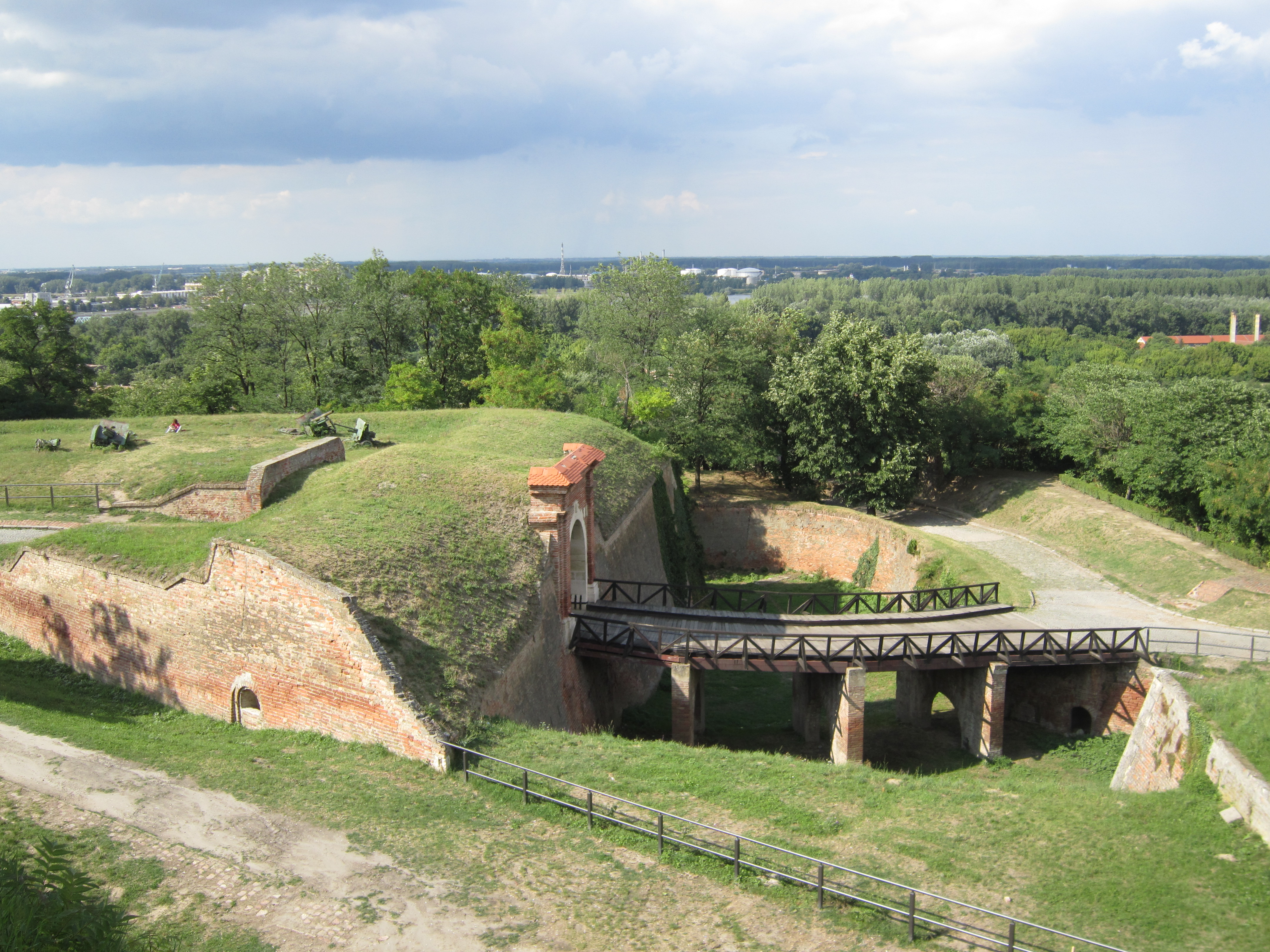
Overzicht
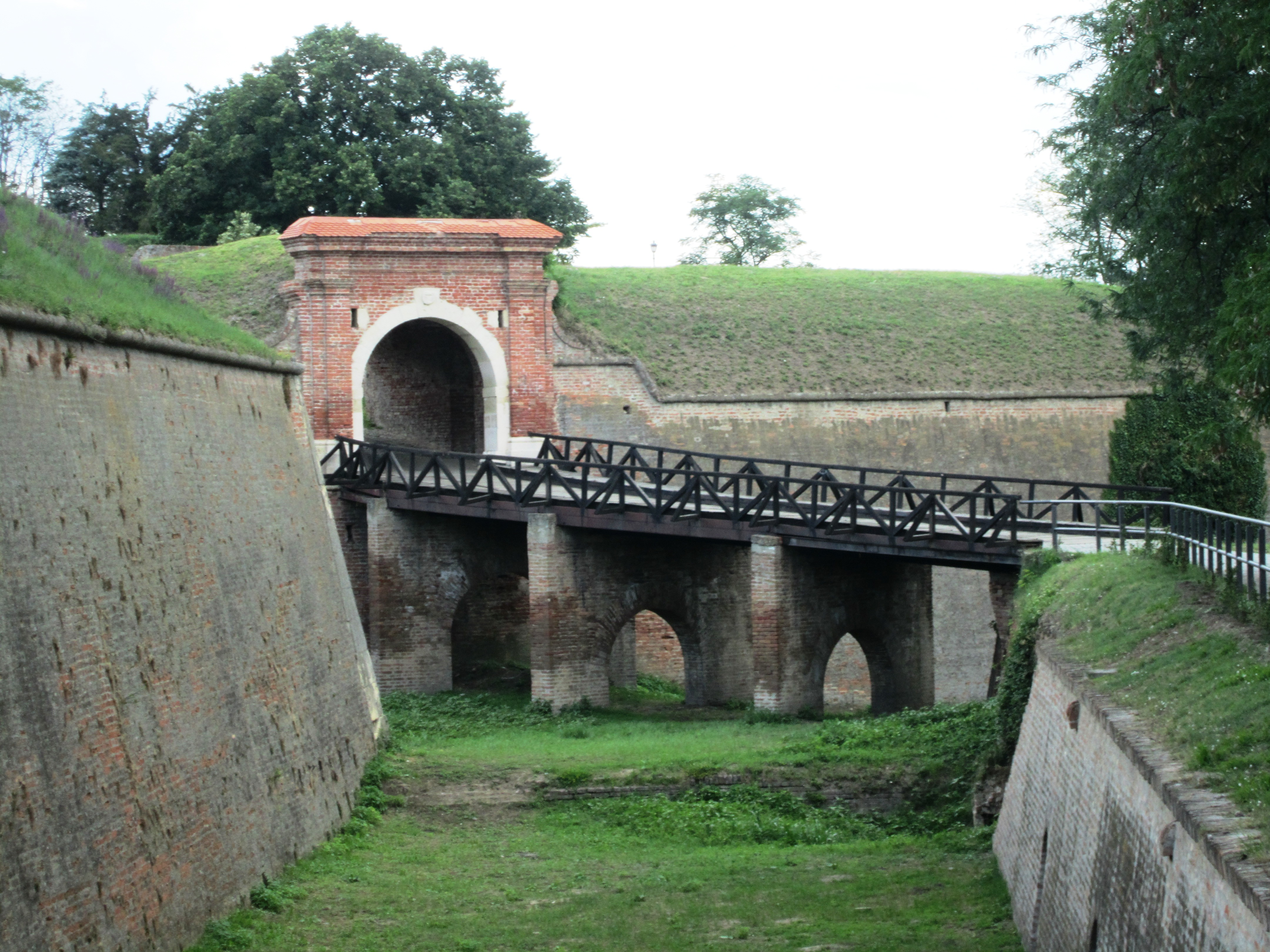
De toegangsweg
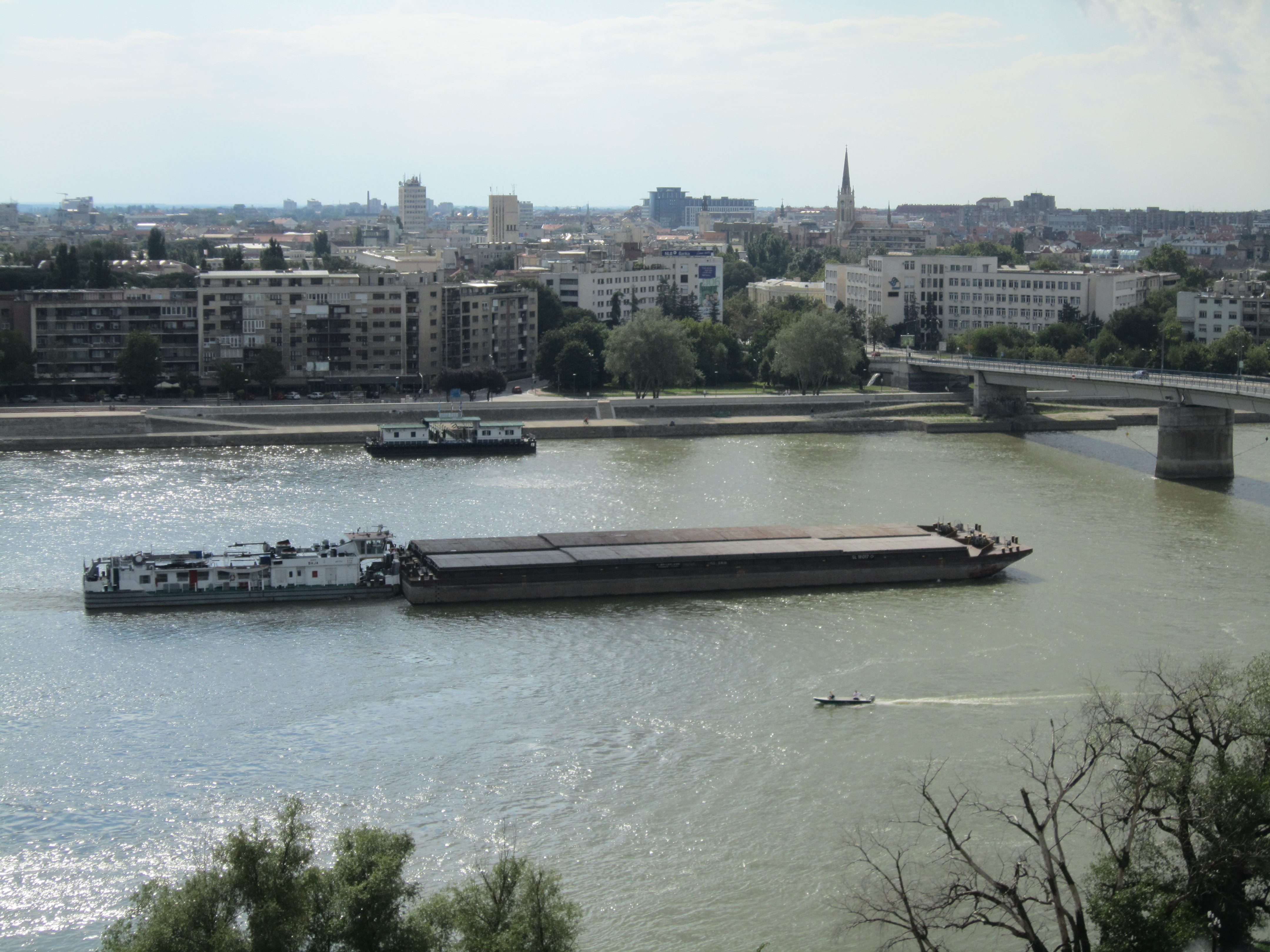
Zicht op Novi Sad vanuit het fort
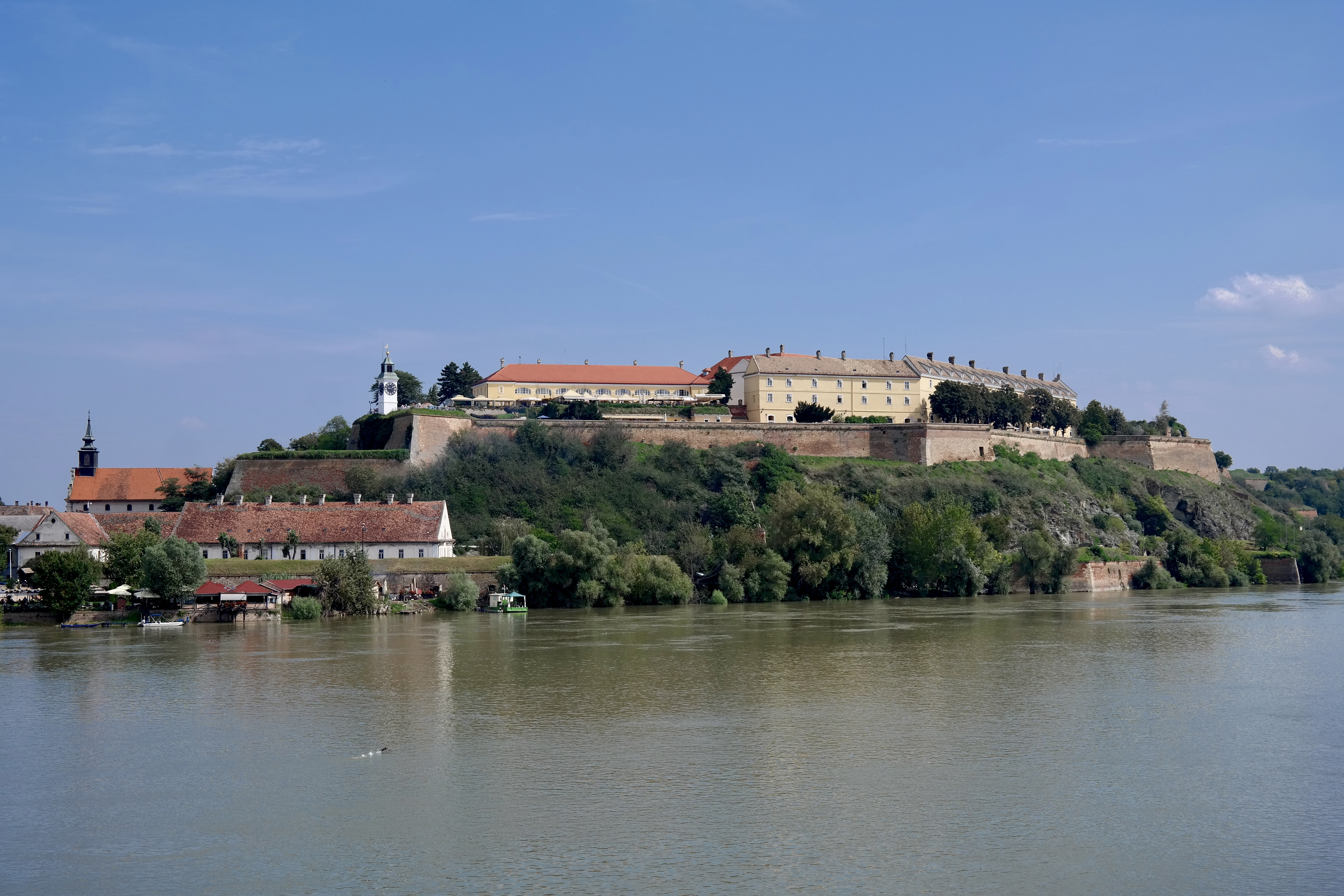
Vanaf de overzijde van de Donau